# Euquir, Díopo e Eugramo
Euquir, Díopo e Eugramo (Eucheir, Diopos e Eugramos) foram escultores da Grécia Antiga, naturais de Corinto, e ativos no período Arcaico. De sua cidade foram exilados, e levaram, segundo a tradição, a arte da modelagem em terracota para a Etrúria, onde floresceu.